# Карині
Карині (італ. Carini, сиц. Carini) — муніципалітет в Італії, у регіоні Сицилія,  метрополійне місто Палермо.
Карині розташоване на відстані близько 430 км на південь від Рима, 16 км на захід від Палермо.
Населення — 38 264 особи (2014).
Щорічний фестиваль відбувається 14 вересня. Покровитель — S. Vito.

## Демографія
Населення за роками:

Станом на 1 січня 2023 року в муніципалітеті офіційно проживало 465 іноземців з 51 країни, серед них 196 громадян країн Євросоюзу та 10 громадян України.

## Сусідні муніципалітети
- Капачі
- Чинізі
- Джардінелло
- Монреале
- Монтелепре
- Партініко
- Терразіні
- Торретта